# Bahnhof Hann Münden

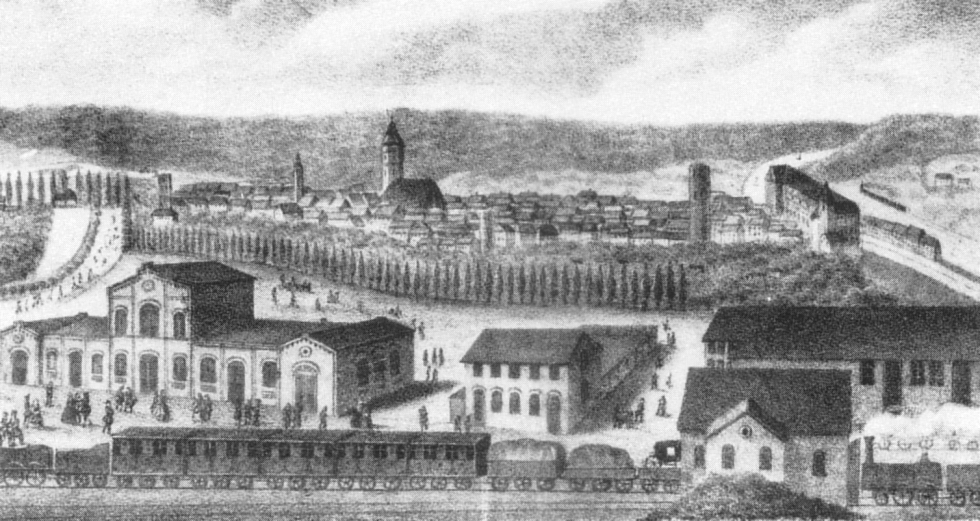
Bahnhof und Stadt Münden, um 1860

Der Bahnhof Hann Münden liegt an der Hannöverschen Südbahn und der Strecke aus Halle. Vom Bahnhof des Mittelzentrums Hann. Münden sind im Nahverkehr die Städte Göttingen, Kassel, Halle (Saale) und Erfurt zu erreichen, wo Anschluss an das Fernverkehrsnetz der Deutschen Bahn besteht.

## Anlagen
Die Gleisanlagen wurden erheblich zurückgebaut. 2018 verfügte der Bahnhof noch über zwei Bahnsteiggleise mit Außenbahnsteig und ein mittiges Durchgangsgleis. Der alte Hausbahnsteig und der Mittelbahnsteig zwischen den ehemaligen Gleisen 2 und 3 wurden aufgegeben, Reste des Mittelbahnsteiges sind noch sichtbar. Auf der Gleislage des ehemaligen Gleises am Hausbahnsteig wurde ein neuer Bahnsteig erbaut. Der südöstliche Bahnsteig ist überdacht, der Zugang erfolgt über eine Unterführung mit Rampe. Teile des ehemaligen Bahngeländes sind überbaut.

## Geschichte
Der Eisenbahnbau für die Dransfelder Rampe als Teil der Hannöverschen Südbahn begann in der Stadt Münden im Jahr 1851. An den Arbeiten waren zeitweise bis zu 500 Mann beschäftigt. Sie führten die notwendigen Erdbewegungen, unter anderem zur Aufschüttung von Dämmen, mithilfe von Schiebekarren und Erdtransportwagen durch. Nach der Fertigstellung der Werratalbrücke Münden 1856 wurde der Personenverkehr von Hannover nach Münden aufgenommen. Das Bahnhofsgebäude in Münden entstand 1857 als schlichter zeittypischer Ziegelbau, dessen Planung der Architekt Conrad Wilhelm Hase beratend beeinflusste. Der Bau wurde außerhalb der Stadt errichtet, da eine Streckenführung in den weit tiefer liegenden Ort nicht möglich war. Die Anbindung des Bahnhofs an die Stadt durch eine neue Straße leitete in dem freien Gelände zwischen Stadt und Bahnhof eine rege Bautätigkeit ein, durch die das Bahnhofsviertel entstand. Darin bekamen vor allem öffentliche Einrichtungen ihren Sitz und es entstanden Fabrikanten-Villen. Am Bahnhof siedelten sich zahlreiche Industriebetriebe an, denen es im eng bebauten Stadtkern zu eng geworden war.
Im Jahr 2005 wurde das Bahnhofsgebäude nach seiner Privatisierung für 780.000 Euro grundlegend saniert.

## Verkehr
Der Bahnhof wird von den NVV-Linien RE2, RE9 und RB83 bedient.
| Linie | Verlauf | Takt    | Betreiber                      |
| ----- | --- | ------- | ------------------------------ |
| RE 2  | Kassel-Wilhelmshöhe – Hann Münden – Witzenhausen Nord – Eichenberg – Arenshausen – Uder – Heilbad Heiligenstadt – Leinefelde – Silberhausen – Dachrieden – Mühlhausen (Thür) – (Großengottern – Schönstedt –)* Bad Langensalza – (Gräfentonna –)* Döllstädt – (Kühnhausen – Erfurt Nord –)* Erfurt Hbf * nur einzelne Züge in Tagesrandlage Stand: Fahrplanwechsel Dezember 2021 | 120 min | DB Regio Südost                |
| RE 9  | Kassel-Wilhelmshöhe – Hann Münden – Witzenhausen Nord – Eichenberg – Heilbad Heiligenstadt – Leinefelde – Nordhausen – Sangerhausen – Halle (Saale) Hbf Stand: Fahrplanwechsel Dezember 2021 | 120 min | Abellio Rail Mitteldeutschland |
| RB 83 | Göttingen – Friedland (Han) – Eichenberg – Witzenhausen Nord – Gertenbach – Hedemünden – Hann Münden – Speele – Fuldatal-Ihringshausen – Vellmar-Niedervellmar – Kassel Hbf (fährt im Abschnitt Göttingen – Eichenberg mit RB87 vereinigt) Stand: Fahrplanwechsel Dezember 2021                                                                                                  | 60 min  | cantus                         |